# Przygoda Stasia (film)
Przygoda Stasia – polski film obyczajowy z 1970 roku, będący ekranizacją noweli Bolesława Prusa o tym samym tytule.

## Fabuła
Akcja toczy się na polskiej wsi II połowy XIX wieku. Głównym bohaterem jest kilkumiesięczny Staś, syn kowala Józefa i Małgorzaty, z którego perspektywy widzimy konflikt jego rodziców z miejscowym organistą.

## Obsada
- Anna Seniuk (Małgorzata Stawińska-Szarakowa, matka Stasia)
- Ludwik Benoit (organista)
- Marek Perepeczko (kowal Józef Szarak, ojciec Stasia)
- Antoni Żukowski (młynarz Stawiński, ojciec Małgosi)
- Wanda Chwiałkowska (sędzina)
- Wanda Jakubińska (baba)
- Aleksander Fogiel (generał)
- Andrzej Głoskowski (sędzia)
- Zygmunt Zintel (burmistrz)
- Lena Wilczyńska (Michasiowa)
- Józef Łodyński (Żyd)